# Piet Keizer
Peter Johannes Keizer – noto come Piet Keizer – (Amsterdam, 14 giugno 1943 – Amsterdam, 10 febbraio 2017) è stato un calciatore olandese, di ruolo attaccante.
Ala sinistra, ha giocato per tutta la carriera nell'Ajax, dal 1960 al 1975, risultando il quarto calciatore dei Lancieri per numero di presenze e il quinto per gol. Ha partecipato al campionato del mondo 1974 con i Paesi Bassi, laureandosi vice-campione del mondo. È stato il primo calciatore olandese della storia ad aver ottenuto un contratto da professionista. È morto a causa di un tumore ai polmoni.

## Carriera

### Club
Entrò in prima squadra nel 1960, qualche anno prima della rivoluzione del calcio totale iniziatasi con Rinus Michels e portata avanti da Ștefan Kovács. Partecipò quindi attivamente alla conquista di tutti i trofei dell'Ajax di questo periodo: sei titoli nazionali, cinque Coppe d'Olanda, la Coppa Intercontinentale, la Supercoppa UEFA e, soprattutto, le tre Coppe dei Campioni vinte consecutivamente.
Nella stagione 1973-1974 il nuovo allenatore George Knobel decise che il capitano avrebbe dovuto essere scelto mediante una votazione nello spogliatoio: la fascia passò quindi da Johan Cruijff allo stesso Keizer. Poche settimane più tardi il numero quattordici si trasferì al Barcellona, anche se i rapporti tra i due erano sempre stati buoni.
Keizer lasciò il calcio all'inizio della stagione 1974-1975, in quanto il nuovo allenatore Hans Kraay non gli permise di arretrare la sua posizione in campo.

### Nazionale
Con i Paesi Bassi, Keizer giocò trentaquattro partite mettendo a segno undici reti. Fece parte della rosa che partecipò al campionato del mondo 1974 in Germania Ovest e che si classificò seconda. In quest'occasione giocò solo una gara, precisamente quella contro la Svezia a Dortmund, terminata 0 a 0. Fu l'unica partita, finale a parte, che gli Oranje non riuscirono a vincere.

## Statistiche
Fonte

### Presenze e reti nei club
| Stagione        | Squadra         | Campionato      | Campionato | Campionato | Coppe nazionali | Coppe nazionali | Coppe nazionali | Coppe continentali | Coppe continentali | Coppe continentali | Altre coppe | Altre coppe | Altre coppe | Totale | Totale |
| Stagione        | Squadra         | Comp            | Pres       | Reti       | Comp            | Pres            | Reti            | Comp               | Pres               | Reti               | Comp        | Pres        | Reti        | Pres   | Reti   |
| --------------- | --------------- | --------------- | ---------- | ---------- | --------------- | --------------- | --------------- | ------------------ | ------------------ | ------------------ | ----------- | ----------- | ----------- | ------ | ------ |
| 1960-1961       | Ajax            | ED              | 15         | 6          | CO              | 5               | 2               | CC                 | 0                  | 0                  | -           | -           | -           | 20     | 8      |
| 1961-1962       | Ajax            | ED              | 23         | 12         | CO              | 1               | 0               | CPR+CdC            | 9                  | 8                  | -           | -           | -           | 33     | 20     |
| 1962-1963       | Ajax            | ED              | 25         | 11         | CO              | 2               | 0               | CPR                | 2                  | 1                  | -           | -           | -           | 29     | 12     |
| 1963-1964       | Ajax            | ED              | 20         | 13         | CO              | 2               | 2               | CPR                | 5                  | 1                  | -           | -           | -           | 27     | 16     |
| 1964-1965       | Ajax            | ED              | 11         | 3          | CO              | 0               | 0               | -                  | -                  | -                  | -           | -           | -           | 11     | 3      |
| 1965-1966       | Ajax            | ED              | 28         | 13         | CO              | 5               | 0               | -                  | -                  | -                  | -           | -           | -           | 33     | 13     |
| 1966-1967       | Ajax            | ED              | 28         | 11         | CO              | 5               | 3               | CC                 | 5                  | 2                  | -           | -           | -           | 38     | 16     |
| 1967-1968       | Ajax            | ED              | 25         | 9          | CO              | 6               | 3               | CC                 | 2                  | 0                  | -           | -           | -           | 33     | 12     |
| 1968-1969       | Ajax            | ED              | 27         | 10         | CO              | 2               | 2               | CC                 | 14                 | 2                  | -           | -           | -           | 43     | 14     |
| 1969-1970       | Ajax            | ED              | 32         | 18         | CO              | 5               | 4               | CdF                | 8                  | 1                  | -           | -           | -           | 45     | 23     |
| 1970-1971       | Ajax            | ED              | 32         | 9          | CO              | 5               | 0               | CC                 | 9                  | 4                  | -           | -           | -           | 46     | 13     |
| 1971-1972       | Ajax            | ED              | 31         | 14         | CO              | 5               | 3               | CC                 | 9                  | 2                  | -           | -           | -           | 45     | 19     |
| 1972-1973       | Ajax            | ED              | 31         | 12         | CO              | 0               | 0               | CC                 | 8                  | 2                  | CInt        | 2           | 0           | 41     | 14     |
| 1973-1974       | Ajax            | ED              | 31         | 4          | CO              | 3               | 0               | CC                 | 2                  | 0                  | SU          | 2           | 1           | 38     | 5      |
| 1974-1975       | Ajax            | ED              | 5          | 1          | CO              | 0               | 0               | CU                 | 2                  | 0                  | -           | -           | -           | 7      | 1      |
| Totale carriera | Totale carriera | Totale carriera | 364        | 146        |                 | 46              | 19              |                    | 75                 | 23                 |             | 4           | 1           | 489    | 189    |

### Cronologia presenze e reti in nazionale
| Cronologia completa delle presenze e delle reti in nazionale ― Paesi Bassi | Cronologia completa delle presenze e delle reti in nazionale ― Paesi Bassi | Cronologia completa delle presenze e delle reti in nazionale ― Paesi Bassi | Cronologia completa delle presenze e delle reti in nazionale ― Paesi Bassi | Cronologia completa delle presenze e delle reti in nazionale ― Paesi Bassi | Cronologia completa delle presenze e delle reti in nazionale ― Paesi Bassi | Cronologia completa delle presenze e delle reti in nazionale ― Paesi Bassi | Cronologia completa delle presenze e delle reti in nazionale ― Paesi Bassi |
| Data                                                                       | Città                                                                      | In casa                                                                    | Risultato                                                                  | Ospiti                                                                     | Competizione                                                               | Reti                                                                       | Note                                                                       |
| -------------------------------------------------------------------------- | -------------------------------------------------------------------------- | -------------------------------------------------------------------------- | -------------------------------------------------------------------------- | -------------------------------------------------------------------------- | -------------------------------------------------------------------------- | -------------------------------------------------------------------------- | -------------------------------------------------------------------------- |
| 5-9-1962                                                                   | Amsterdam                                                                  | Paesi Bassi                                                                | 8 – 0                                                                      | Antille Olandesi                                                           | Amichevole                                                                 | 1                                                                          |                                                                            |
| 26-9-1962                                                                  | Copenaghen                                                                 | Danimarca                                                                  | 4 – 1                                                                      | Paesi Bassi                                                                | Amichevole                                                                 | -                                                                          |                                                                            |
| 20-10-1963                                                                 | Amsterdam                                                                  | Paesi Bassi                                                                | 1 – 1                                                                      | Belgio                                                                     | Amichevole                                                                 | 1                                                                          |                                                                            |
| 30-10-1963                                                                 | Rotterdam                                                                  | Paesi Bassi                                                                | 1 – 2                                                                      | Lussemburgo                                                                | Qual. Euro 1964                                                            | -                                                                          |                                                                            |
| 17-10-1965                                                                 | Amsterdam                                                                  | Paesi Bassi                                                                | 0 – 0                                                                      | Svizzera                                                                   | Qual. Mondiali 1966                                                        | -                                                                          |                                                                            |
| 17-4-1966                                                                  | Rotterdam                                                                  | Paesi Bassi                                                                | 3 – 1                                                                      | Belgio                                                                     | Amichevole                                                                 | 1                                                                          |                                                                            |
| 11-5-1966                                                                  | Glasgow                                                                    | Scozia                                                                     | 0 – 3                                                                      | Paesi Bassi                                                                | Amichevole                                                                 | -                                                                          |                                                                            |
| 7-9-1966                                                                   | Rotterdam                                                                  | Paesi Bassi                                                                | 2 – 2                                                                      | Ungheria                                                                   | Qual. Euro 1968                                                            | -                                                                          |                                                                            |
| 6-11-1966                                                                  | Amsterdam                                                                  | Paesi Bassi                                                                | 1 – 2                                                                      | Cecoslovacchia                                                             | Amichevole                                                                 | -                                                                          |                                                                            |
| 30-11-1966                                                                 | Rotterdam                                                                  | Paesi Bassi                                                                | 2 – 0                                                                      | Danimarca                                                                  | Qual. Euro 1968                                                            | -                                                                          |                                                                            |
| 5-4-1967                                                                   | Lispia                                                                     | Germania Est                                                               | 4 – 3                                                                      | Paesi Bassi                                                                | Qual. Euro 1968                                                            | 2                                                                          |                                                                            |
| 16-4-1967                                                                  | Anversa                                                                    | Belgio                                                                     | 1 – 0                                                                      | Paesi Bassi                                                                | Amichevole                                                                 | -                                                                          |                                                                            |
| 10-5-1967                                                                  | Budapest                                                                   | Ungheria                                                                   | 2 – 1                                                                      | Paesi Bassi                                                                | Qual. Euro 1968                                                            | -                                                                          |                                                                            |
| 13-9-1967                                                                  | Amsterdam                                                                  | Paesi Bassi                                                                | 1 – 0                                                                      | Germania Est                                                               | Qual. Euro 1968                                                            | -                                                                          |                                                                            |
| 4-10-1967                                                                  | Copenaghen                                                                 | Danimarca                                                                  | 3 – 2                                                                      | Paesi Bassi                                                                | Qual. Euro 1968                                                            | -                                                                          |                                                                            |
| 1-11-1967                                                                  | Rotterdam                                                                  | Paesi Bassi                                                                | 1 – 2                                                                      | Jugoslavia                                                                 | Amichevole                                                                 | -                                                                          |                                                                            |
| 14-1-1970                                                                  | Londra                                                                     | Inghilterra                                                                | 0 – 0                                                                      | Paesi Bassi                                                                | Amichevole                                                                 | -                                                                          |                                                                            |
| 11-11-1970                                                                 | Dresda                                                                     | Germania Est                                                               | 1 – 0                                                                      | Paesi Bassi                                                                | Qual. Euro 1972                                                            | -                                                                          | 40’ 69’                                                                    |
| 2-12-1970                                                                  | Amsterdam                                                                  | Paesi Bassi                                                                | 2 – 0                                                                      | Romania                                                                    | Amichevole                                                                 | -                                                                          |                                                                            |
| 24-2-1971                                                                  | Rotterdam                                                                  | Paesi Bassi                                                                | 6 – 0                                                                      | Lussemburgo                                                                | Qual. Euro 1972                                                            | 2                                                                          |                                                                            |
| 4-4-1971                                                                   | Spalato                                                                    | Jugoslavia                                                                 | 2 – 0                                                                      | Paesi Bassi                                                                | Qual. Euro 1972                                                            | -                                                                          |                                                                            |
| 10-10-1971                                                                 | Rotterdam                                                                  | Paesi Bassi                                                                | 3 – 2                                                                      | Germania Est                                                               | Qual. Euro 1972                                                            | 2                                                                          |                                                                            |
| 17-11-1971                                                                 | Eindhoven                                                                  | Lussemburgo                                                                | 0 – 8                                                                      | Paesi Bassi                                                                | Qual. Euro 1972                                                            | 1                                                                          | cap.                                                                       |
| 1-12-1971                                                                  | Amsterdam                                                                  | Paesi Bassi                                                                | 2 – 1                                                                      | Scozia                                                                     | Amichevole                                                                 | -                                                                          | 46’                                                                        |
| 16-2-1972                                                                  | Atene                                                                      | Grecia                                                                     | 0 – 5                                                                      | Paesi Bassi                                                                | Amichevole                                                                 | -                                                                          |                                                                            |
| 3-5-1972                                                                   | Rotterdam                                                                  | Paesi Bassi                                                                | 3 – 0                                                                      | Perù                                                                       | Amichevole                                                                 | -                                                                          | 68’                                                                        |
| 1-11-1972                                                                  | Rotterdam                                                                  | Paesi Bassi                                                                | 9 – 0                                                                      | Norvegia                                                                   | Qual. Mondiali 1974                                                        | 1                                                                          |                                                                            |
| 19-11-1972                                                                 | Anversa                                                                    | Belgio                                                                     | 0 – 0                                                                      | Paesi Bassi                                                                | Qual. Mondiali 1974                                                        | -                                                                          |                                                                            |
| 28-3-1973                                                                  | Vienna                                                                     | Austria                                                                    | 1 – 0                                                                      | Paesi Bassi                                                                | Amichevole                                                                 | -                                                                          | cap.                                                                       |
| 2-5-1973                                                                   | Amsterdam                                                                  | Paesi Bassi                                                                | 3 – 2                                                                      | Spagna                                                                     | Amichevole                                                                 | -                                                                          |                                                                            |
| 22-8-1973                                                                  | Amsterdam                                                                  | Paesi Bassi                                                                | 5 – 0                                                                      | Islanda                                                                    | Qual. Mondiali 1974                                                        | -                                                                          |                                                                            |
| 10-10-1973                                                                 | Rotterdam                                                                  | Paesi Bassi                                                                | 1 – 1                                                                      | Polonia                                                                    | Amichevole                                                                 | -                                                                          | 46’                                                                        |
| 5-6-1974                                                                   | Rotterdam                                                                  | Paesi Bassi                                                                | 0 – 0                                                                      | Romania                                                                    | Amichevole                                                                 | -                                                                          | 77’                                                                        |
| 19-6-1974                                                                  | Dortmund                                                                   | Paesi Bassi                                                                | 0 – 0                                                                      | Svezia                                                                     | Mondiali 1974 - 1º turno                                                   | -                                                                          |                                                                            |
| Totale                                                                     |                                                                            | Presenze                                                                   | 34                                                                         |                                                                            | Reti                                                                       | 11                                                                         |                                                                            |

## Palmarès

### Competizioni nazionali
- Coppa dei Paesi Bassi: 5

Ajax: 1960-1961, 1966-1967, 1969-1970, 1970-1971, 1971-1972
- Campionato olandese: 6

Ajax: 1965-1966, 1966-1967, 1967-1968, 1969-70, 1971-1972, 1972-1973

### Competizioni internazionali
- Coppa dei Campioni: 3

Ajax: 1970-1971, 1971-1972, 1972-1973
- Coppa Intercontinentale: 1

Ajax: 1972
- Supercoppa UEFA: 1

Ajax: 1973
- Coppa Piano Karl Rappan: 1

Ajax: 1961-1962